# Auguste Renoir
Pierre-Auguste Renoir, oftast kallad Auguste Renoir, född 25 februari 1841 i Limoges i Haute-Vienne, död 3 december 1919 i Cagnes-sur-Mer i Alpes-Maritimes, var en fransk målare och skulptör. Han räknas till de främsta impressionisterna. Han är känd för sina motiv av unga kvinnor, barn, blommor och landskap. Kända verk är Bal du moulin de la Galette, Roddarnas frukost, Teaterlogen och La Grenouillère (Nationalmuseum).
Han gifte sig 1890 med Aline Charigot. Paret hade tre barn: skådespelarparen Pierre Renoir, filmregissören Jean Renoir och Claude Renoir.

## Biografi
Auguste Renoir inledde sin karriär som porslinsmålare i en fabrik som tillverkade kinesiskt porslin. Renoir tjänade bra, och efter tio år fick han ihop tillräckligt mycket pengar för att kunna inleda sina studier på konsthögskolan i Paris. Vid 21 års ålder började han som elev i Charles Gleyres studio där han för första gången mötte sina blivande kollegor, och sympatisörer, Claude Monet, Alfred Sisley och Frédéric Bazille.
Några år senare lämnade Renoir in en tavla till Salongen, som bestod av flera ansedda akademiprofessorer vilka valde ut 2 500 konstverk varje år. Folket litade mycket på deras omdöme, och år 1867, då han var 26 år gammal, lämnade han på nytt in en tavla, men man vägrade att anta den då tavlan visade kvinnokroppen för realistiskt. Efter något år, då juryn byttes ut mot yngre män, blev Renoirs målningar antagna. I ett brev till Bazille 1869 skriver han bland annat ”Vi äter visserligen inte varje dag men är trots allt vid gott mod”, då han och vännen Monet tyckte det var värre att de inte hade råd med färg. Renoir började måla med stora penseldrag och bilderna blev lite suddiga, men efter en resa till Italien där han bland annat studerade Rafaels verk lärde han sig en ny punktteknik.
Under påverkan av hans rokokofavoriter Watteau, Boucher och Fragonard samt av Delacroix och vännen Monet frigjordes hans koloristiska begåvning, och med skimrande färgskala målade han fr. o. m. 1870-talet några av impressionismens huvudverk, såsom Teaterlogen (1874) och Bal du moulin de la Galette (1876).
Svårt drabbad av ledgångsreumatism på 1890-talet flyttade han 1903 till Cagnes och målade under de sista åren sittande i en rullstol och med penslarna fastklämda mellan de förlamade fingrarna. Med hjälp av en ung skulptör skapade han nu även en rad märkliga skulpturverk, huvudsakligen nakna kvinnofigurer, präglade av samma livsbejakande frodighet som målningarna.

## Renoir i kulturen, på museum
Renoirs målning Roddarnas frukost (Le Déjeuner des canotiers, 1881) spelar en viktig roll för handlingen i 2001 års Oscar-nominerade film Amelie från Montmartre. I filmen upptas rollfiguren "Glasmannens" liv till stor del av ett troget kopierande av tavlan. Målningens centralt placerade flicka med dricksglas är också föremål för olika spekulationer och jämförelser med filmens titelfigur.
Renoir är representerad på bland andra Göteborgs konstmuseum och Nationalmuseum i Stockholm.

## Utmärkelser
- Asteroiden 6677 Renoir är uppkallad efter honom.[6]

- Riddare av Hederslegionen,  17 juni 1901[7]
- Officer av Hederslegionen,  7 november 1911[7]
- Kommendör av Hederslegionen,  19 februari 1919[7]

[Redigera Wikidata]

## Bildgalleri

Bal du moulin de la Galette (1876)
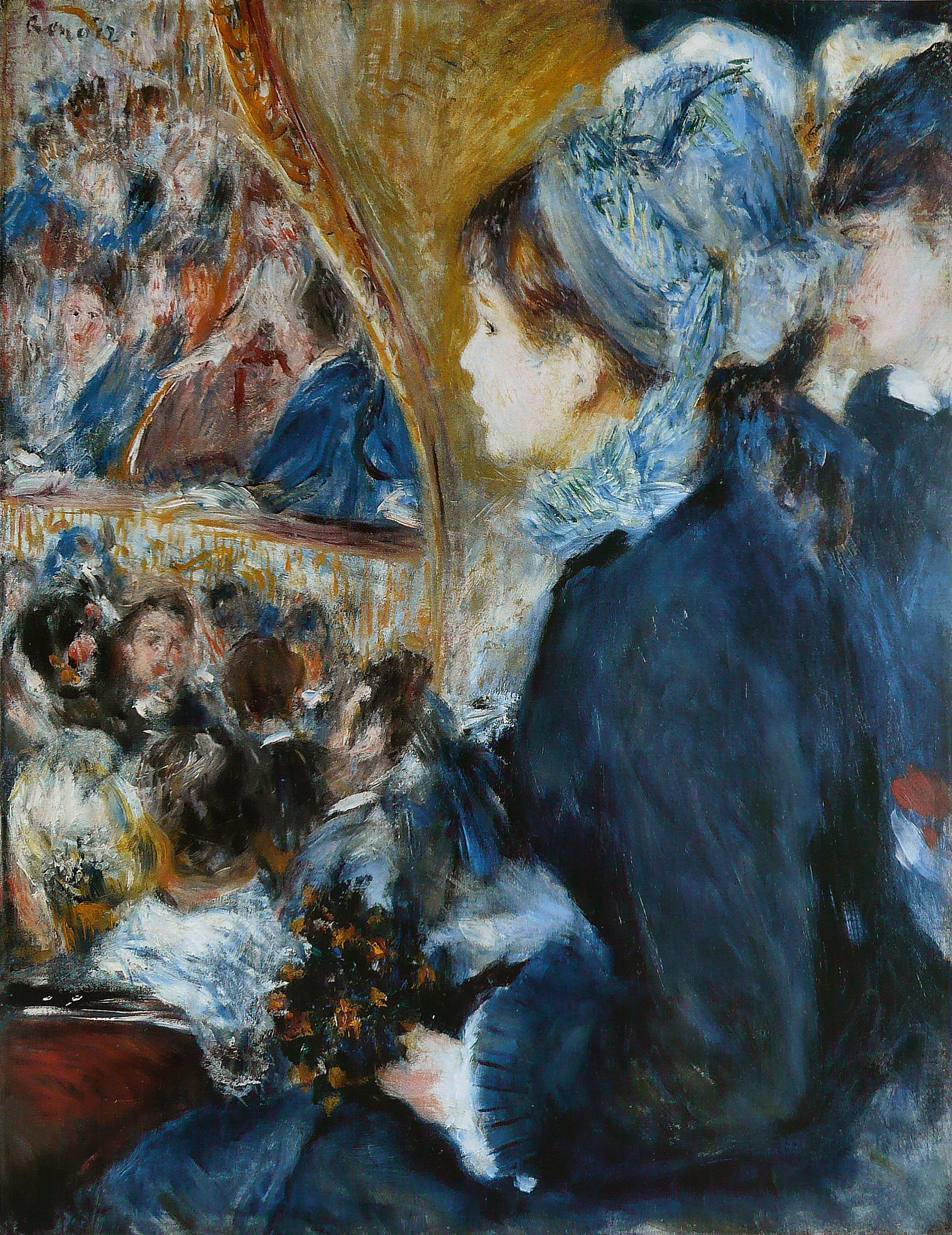
La Première Sortie (1876–1877)
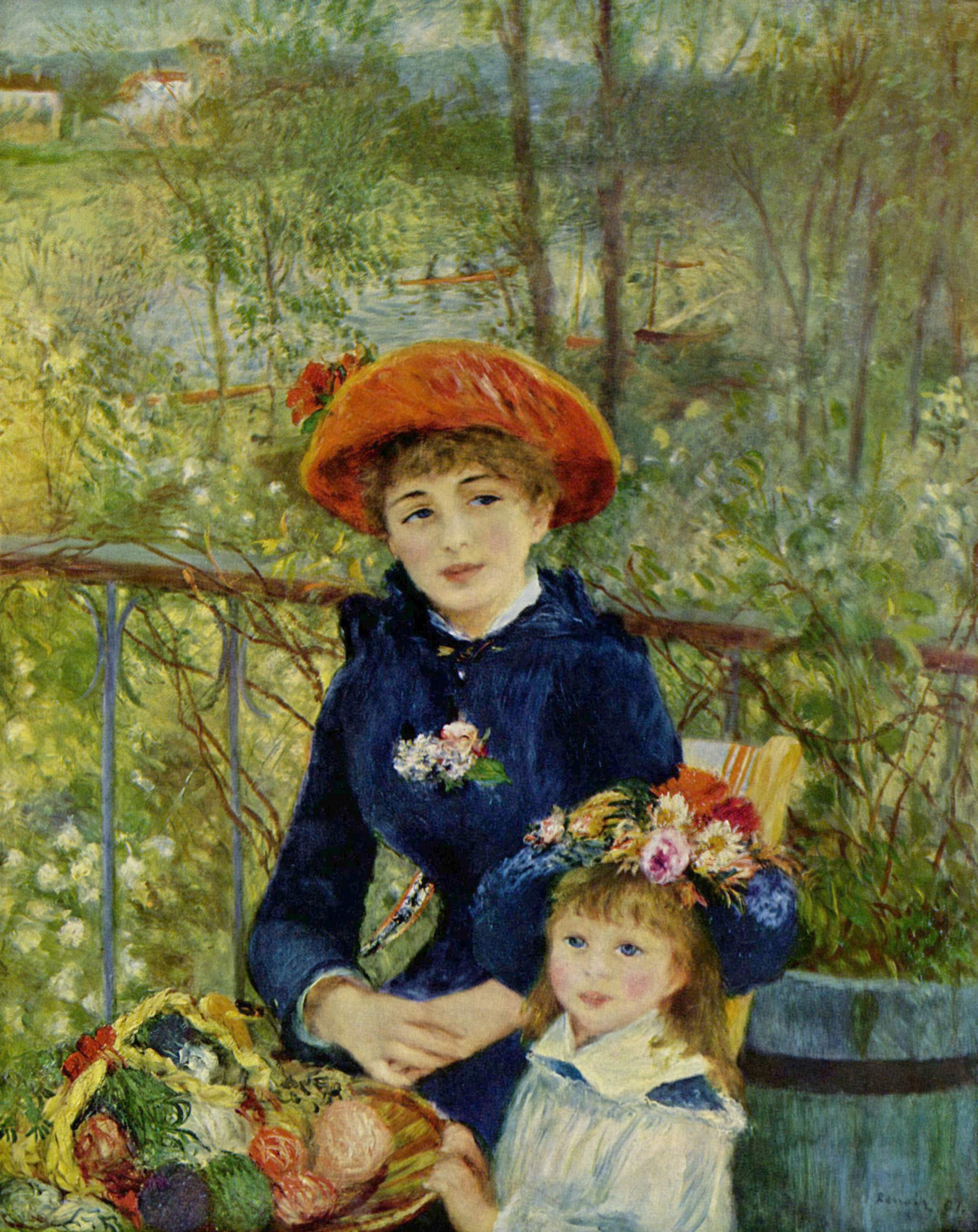
Les deux sœurs (1881)
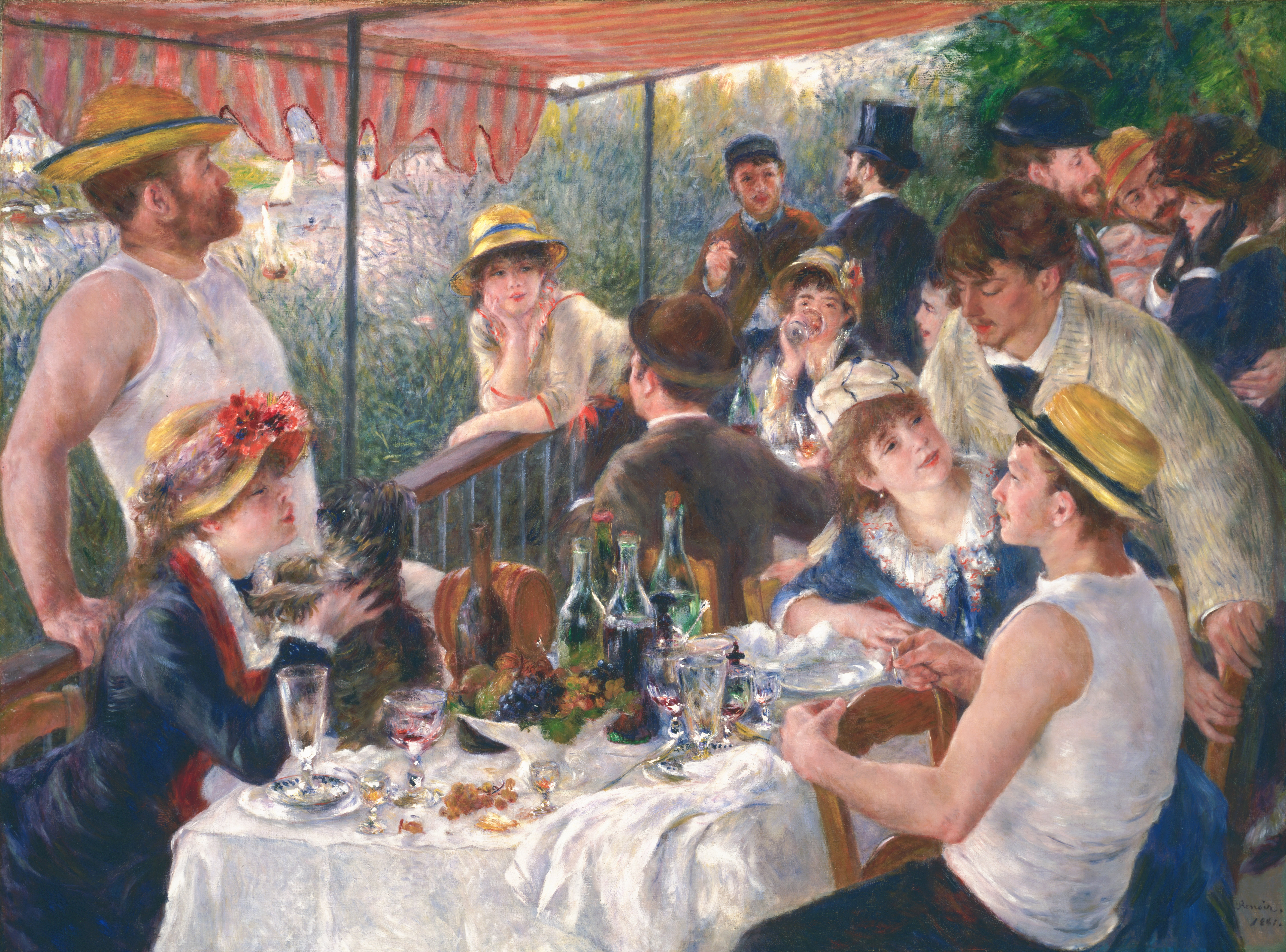
Roddarnas frukost (1881)
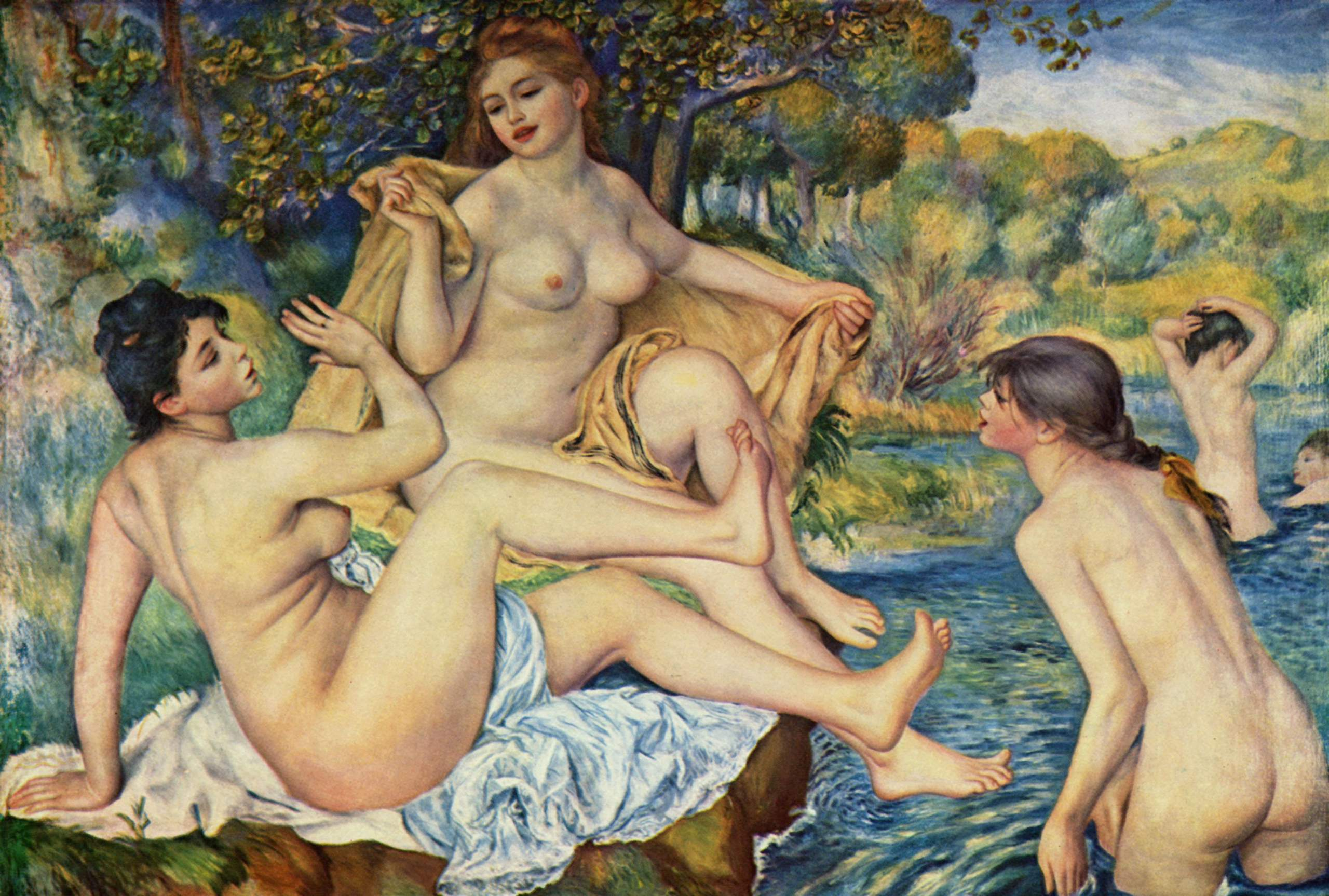
Badande (1887)
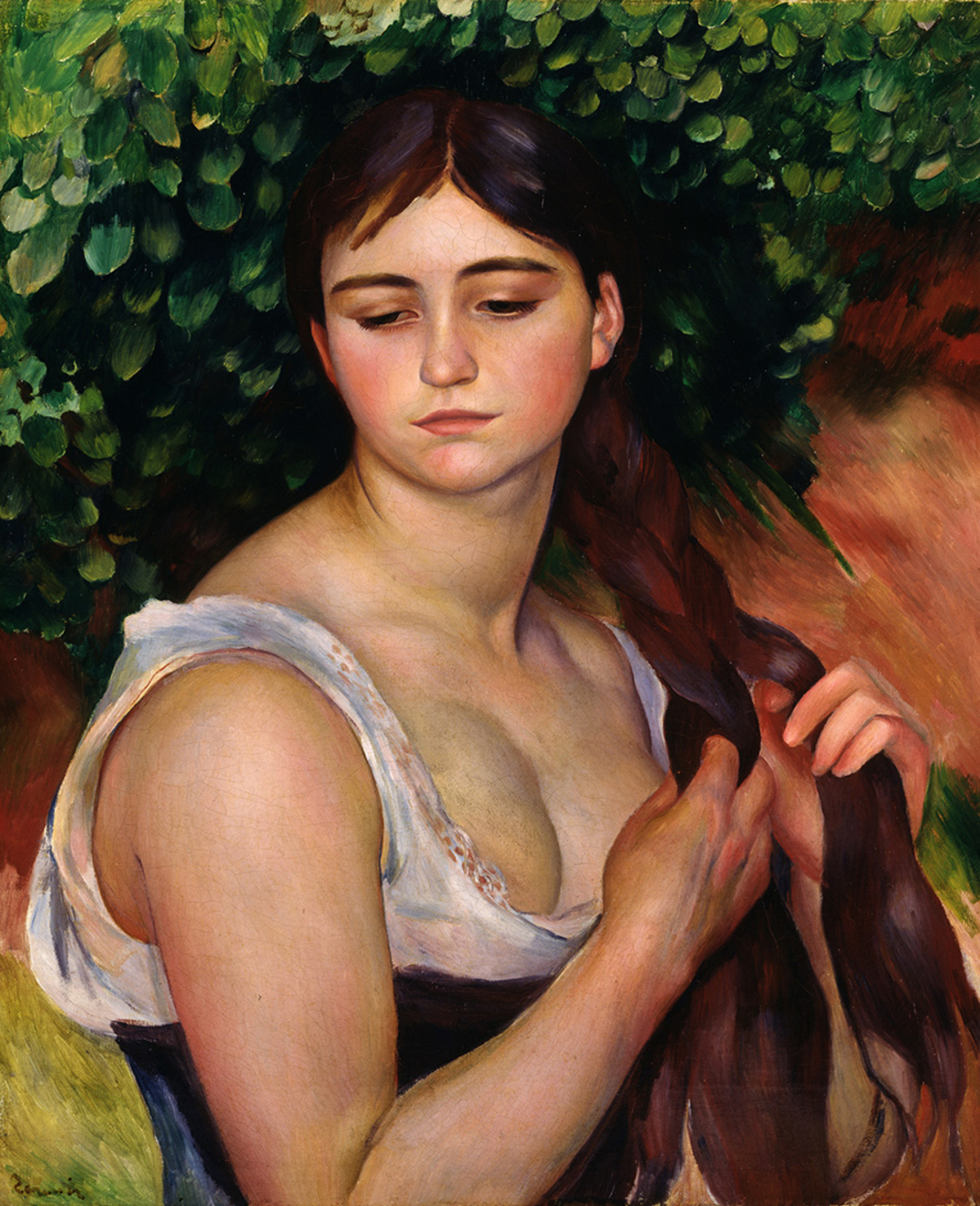
Flätan (1887)
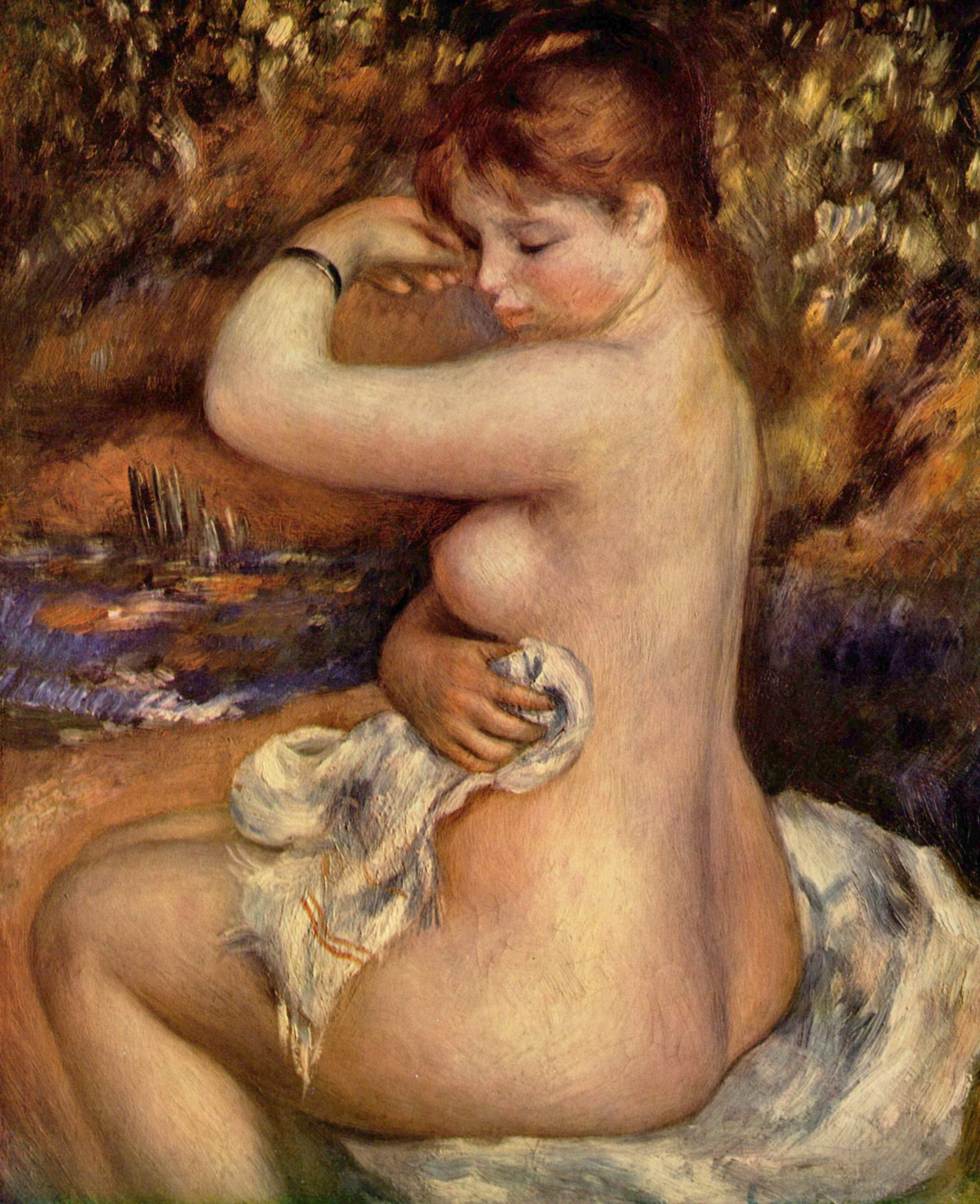
Efter badet (1888)
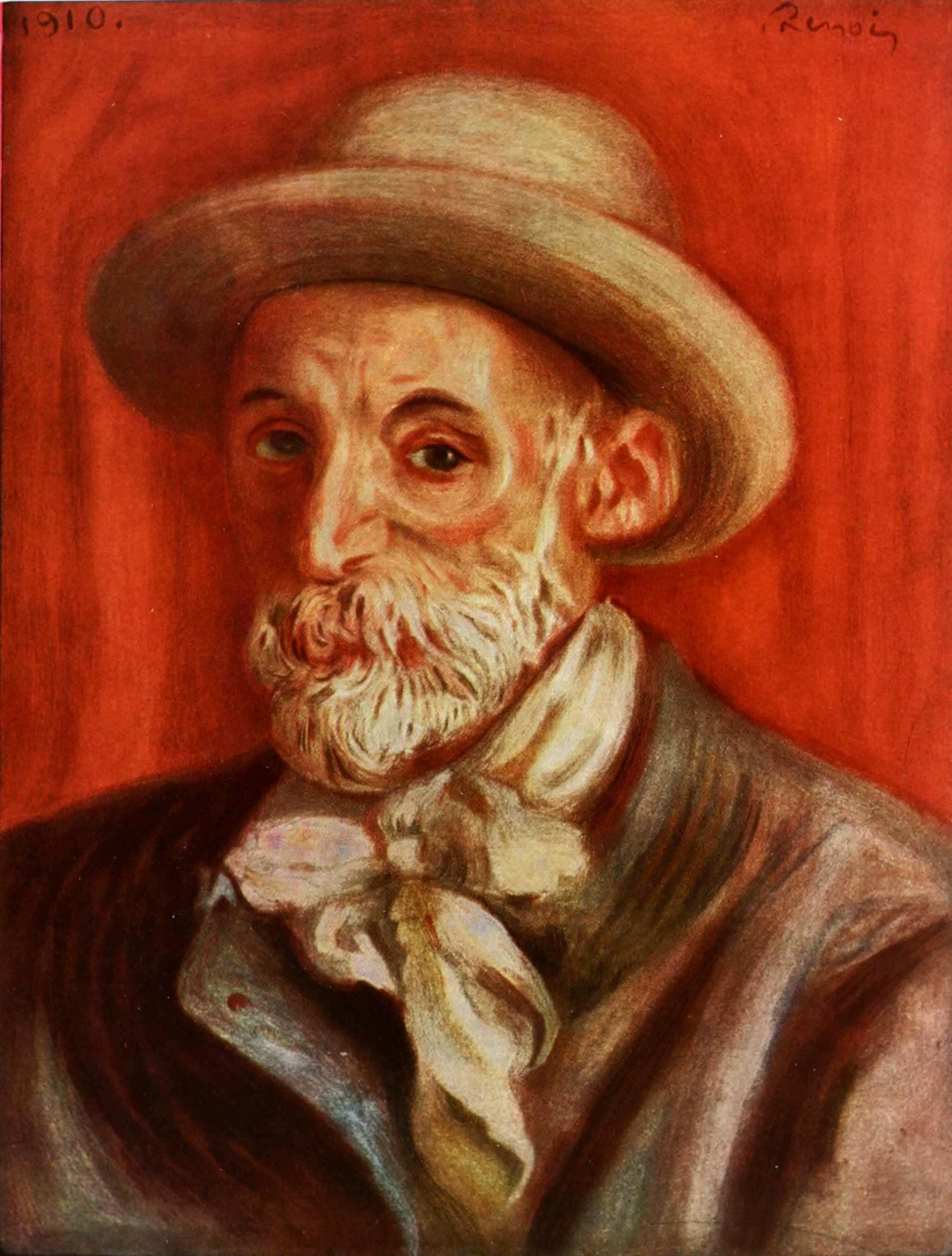
Självporträtt (1910)
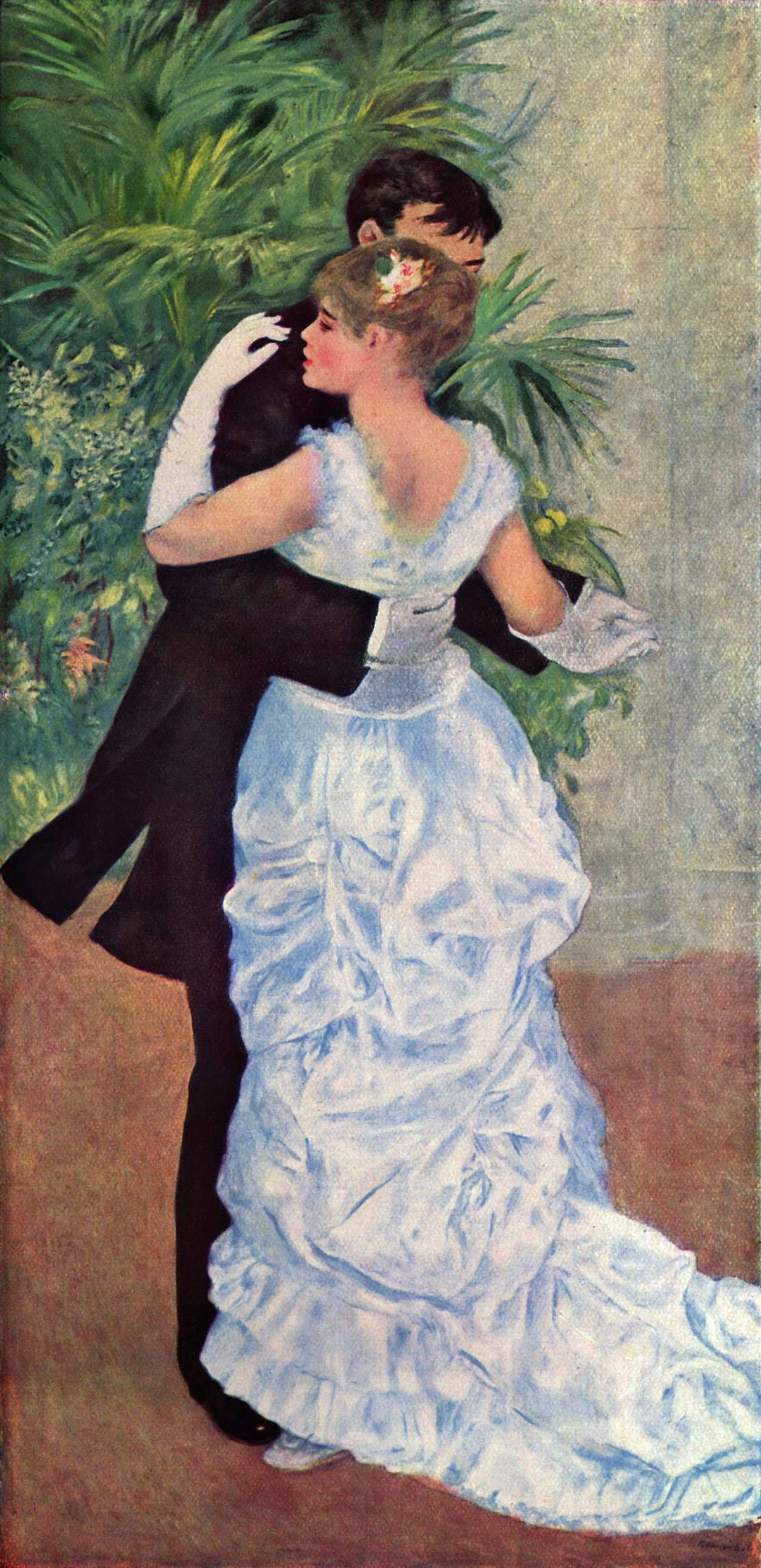
Dans i staden (1883)